# Said Musa

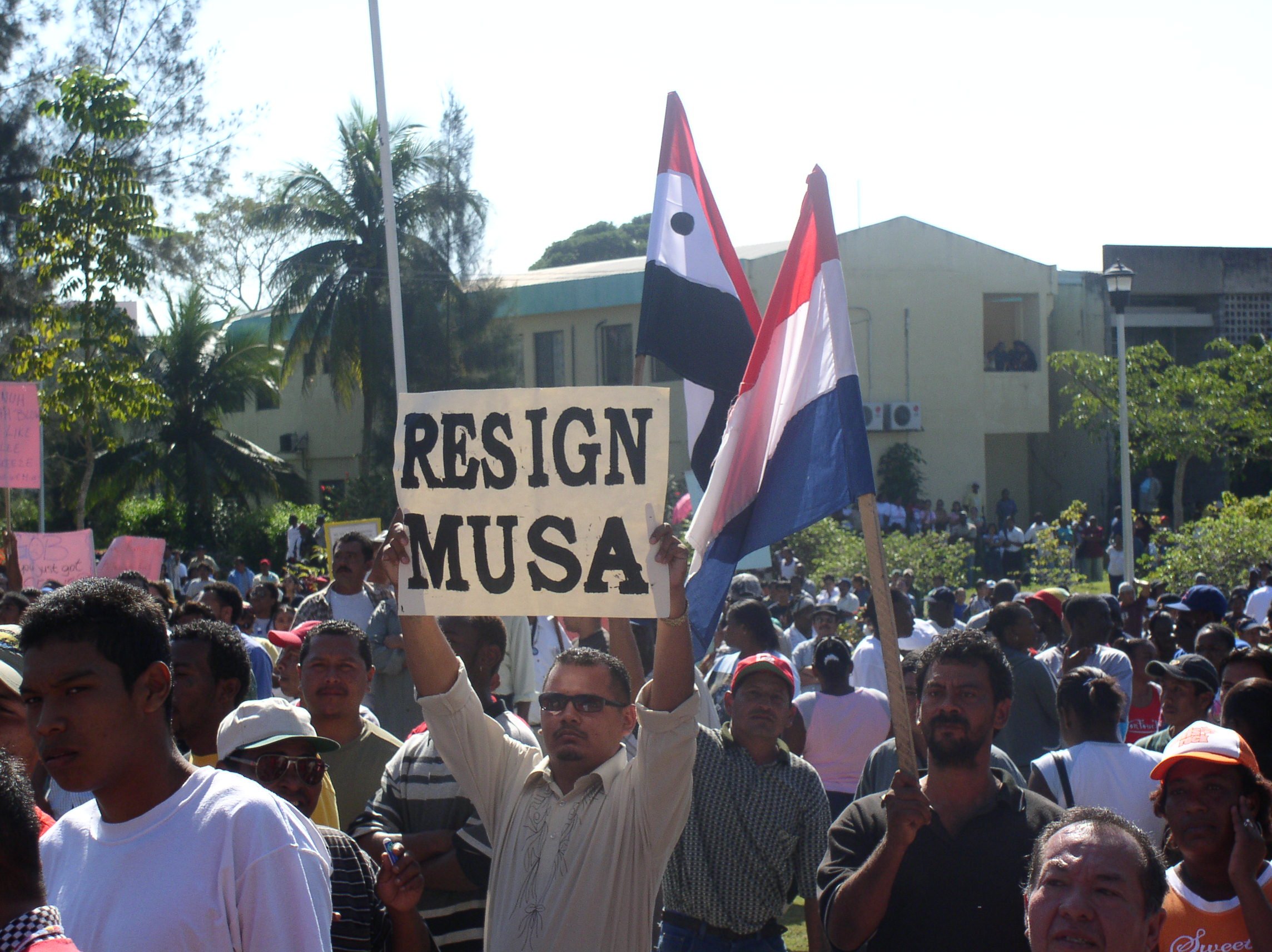
Manifestantes exigen la renuncia de Said Musa como primer ministro durante una manifestación en 2005.

Said Wilbert Musa (San Ignacio, Honduras Británica, (hoy Belice), 19 de marzo de 1944) es un abogado y político, fue primer ministro de Belice entre 1998 y 2008.

## Biografía
Said Musa nació en San Ignacio, capital del distrito de Cayo. Su familia es de origen palestino y él es musulmán. Es el cuarto de ocho hermanos.
Asistió en su infancia al Saint Andrew's Primary School en San Ignacio. Continuó sus estudios en el St. Michael's College de Ciudad de Belice y más tarde en el St. John's College Sixth Form. Adquirió su formación superior en Derecho en la Universidad de Mánchester, en el Reino Unido. Regresó a su país natal en 1967 donde ejerció como abogado.
Se afilió al Partido de la Unión Popular y fue elegido en el primer Parlamento de Belice tras la independencia en 1981. Trabajó como fiscal general y fue nombrado ministro de Desarrollo Económico desde 1981 a 1984 y ministro de Asuntos Exteriores y de Educación de 1989 a 1993. Participó en la redacción de la primera Constitución del país. En 1996 se convirtió en líder del PUP y ganó las elecciones que le permitieron ser elegido primer ministro en 1998. El 8 de febrero de 2008, Musa deja de ser primer ministro de su país y es reemplazado por Dean Barrow.